# Île Gorgona
Ne doit pas être confondu avec Île de Gorgone.
Les îles Gorgona et Gorgonilla (Espagnol : Isla Gorgona) sont situées dans l'océan Pacifique de la Colombie. Elles constituent le parc national naturel de l'île Gorgona.
Elles sont à 35 kilomètres de la municipalité de Guapi dont elles font partie administrativement.
La zone est un parc national depuis 1985.

## Géographie
L'île principale a une superficie de 24 km² (environ 9 km du Nord au Sud et 2,5 km d'Est en Ouest).
Son point culminant, le Cerro Trinidad a une altitude de 338 m. Elle est couverte à 85 % par la forêt tropicale dense.
Au sud ouest de l'île principale se trouve le lac Tunapuri (5000 m²). Elle est par ailleurs parcourue de nombreux cours d'eau.

L'îlot de Gorgonilla se trouve au sud ouest de l'île principale.

## Histoire

### Premiers contacts humains
L'île Gorgona fut habitée par une culture précolombienne vers les années 1300 av. J.-C. Grâce aux vestiges archéologiques, on sait qu'ils étaient des navigateurs expérimentés, spécialisés dans la pêche. Dans une époque antérieure à celle de la conquête espagnole, les aborigènes Sindagua, sous le règne du cacique Yundigua, peuplèrent l'île. Cette tribu provenait des territoires des actuels départements de Nariño et Cauca.
En 1527, trois ans après la découverte de Almagro, l'explorateur Pizarro arrive sur l'île fuyant les indigènes qui habitaient la Rada de Tumaco. Il passe à Gorgona 7 mois, pendant lesquels une grande partie de ses hommes  disparaissent des suites de morsures de serpents. C'est pourquoi il baptise l'île Gorgona.  
Depuis Pizarro jusqu'à l'époque de l'indépendance latino-américaine, l'île sert de station de ravitaillement pour les navires qui vont du Panama au Pérou et inversement. Dans les années 1820, Simon Bolivar donne les îles, Gorgona et Gorgonilla, à Federico D'Croz, un sergent-major de la Légion Britannique, pour le remercier de son travail pendant la guerre d'indépendance. À la fin du XIXe siècle, les fils de D'Croz vendirent les îles au commerçant d'or Ramón Payán.  Après la guerre civile ou "Guerre des Mille Jours" (1899-1902), Fidel D'Croz, le petit-fils de Federico D'Croz, vécut dans la partie nord et Ramón Payán (le père de l'entrepreneur Paulino Anchico-Payán, qui créa plusieurs scieries dans la côte pacifique, une des plus prospères fut la scierie Las Mercedes à Poija) vécut dans la partie sud de Gorgona. Ramón Payán y créa une exploitation agricole. La famille D'Croz et la famille Payán y habitent jusqu'en 1960, quand le président de la Colombie, Alberto Lleras Camargo, 1958-1962, appropria les îles pour construire une prison, sous prétexte que les îles de la nation ne pouvaient pas appartenir aux particuliers. La maison qui appartenait à Ramón Payán fut utilisée pour héberger la direction de la prison. La prison fut fermée en 1984 par le président Belisario Betancur, 1982-1986, et les îles devinrent un Parc National. La maison de Ramón Payán fut convertie en musée et auditorium. Au début du XXIe siècle, l'agence de voyages Aviatur fut autorisée par le gouvernement à gérer un hôtel particulier et des visites touristiques.

### Pénitencier de Gorgona
Pendant 25 ans, les seuls qui pouvaient profiter du spectacle des baleines bossues étaient les prisonniers du pénitencier de Gorgona et leurs gardiens, qui entre 1959 et 1982 hébergea des réclusionnaires de toutes les parties du pays. Aujourd'hui, les visiteurs ne peuvent pas seulement profiter en toute liberté du chant des baleines bossues mais peuvent aussi parcourir les vestiges de ce qui fut la prison la plus sûre du pays, ayant comme garde la mer et comme sentinelle la forêt, il était difficile de s'en échapper.
Dans l'ancienne prison de Gorgona, appelée aussi l'Alcatraz colombienne, étaient incarcérés les prisonniers les plus dangereux de Colombie. Généralement condamnés pour homicide ou viols. Quand un prisonnier entrait en prison, il perdait son identité personnelle et en échange, on lui assignait un numéro pour être identifié en prison. Pendant leur séjour, les prisonniers étaient constamment abusés par les Autorités et par les prisonniers eux-mêmes. En plus de cela, ils devaient vivre tous les jours avec des couleuvres venimeuses et des maladies tropicales qui le plus souvent ôtaient la vie de nombre de bagnards.   
Le pénitencier fut construit sur les modèles des camps nazis. Les prisonniers dormaient sur des lits de planche sans le droit à des matelas ni à des oreillers. Les toilettes étaient un simple trou dans le sol. Les cellules de châtiments étaient des pièces allant de 80/80 cm à 3/3m. C'était le symbole de la démotivation totale, c'est-à-dire que si les prisonniers ne mouraient pas assassinés ou de maladie, ils mouraient de solitude ou de peine morale.

## Faune[2]
L'île Gorgona possède une faune importante, que ce soit sur terre ou dans les eaux environnantes.
Lieu de reproduction des cétacés, il est possible d'observer de nombreuses espèces : dauphins, marsouins, cachalots et baleines à bosse.
De nombreuses espèces de reptiles dont certaines endémiques vivent sur l'île, notamment des caïmans blancs, des lézards et 4 espèces de serpents venimeux.
Une sous espèce endémique du capucin moine, des paresseux et des rats vivent également sur l'île.
Le site abrite aussi des espèces d'oiseaux et sert de refuge aux migrateurs.
La zone marine autour abrite de nombreuses espèces : formations de corail, tortues marines, poissons et requins.

## Flore
Environ 40 espèces de plantes sont recensées sur l'île et en particulier des chênes, lauriers et cocotiers.

## Tourisme[4]
Différentes infrastructures permettent aux touristes de découvrir l'île :
- Le musée de la maison Payan
- Le musée archéologique qui regroupe des informations sur les civilisations pré-colombiennes de l'île
- Un réseau de sentiers permettant d'interpréter l'environnement
- L'aquarium Yundigua